# Susana Feitor
Susana Paula de Jesús Feitor (Alcobertas, Rio Maior, 28 de enero de 1975) es una atleta portuguesa especializada en marcha atlética.
En 1990, en su participación en el Campeonato Mundial Junior de Atletismo celebrado en la ciudad búlgara de Plovdiv, consiguió la medalla de oro. En su siguiente participación, ya en el Campeonato Mundial de Atletismo de 2005, en Helsinki, se hizo con la medalla de plata de la especialidad, en ambas ocasiones marchando sobre 5.000 metros.
En los Campeonatos Mundiales de Atletismo de Helsinki 2005 consiguió la medalla de bronce sobre la distancia de 20 kilómetros.
Susana Feitor ha participado en cinco citas olímpicas, a saber: Barcelona 1992 (10 km, descalificada), Atlanta 1996 (10 km, puesto 13), Sídney 2000 (20 km, puesto 14), Atenas 2004 (20 km, puesto 20), Pekín 2008 (20 km, no finalizó la carrera).
| Mejores marcas personales | Mejores marcas personales | Mejores marcas personales            | Mejores marcas personales |
| Distancia                 | Tiempo                    | Lugar                                | Fecha                     |
| ------------------------- | ------------------------- | ------------------------------------ | ------------------------- |
| 3.000 m. PC               | 12:21.7                   | Braga, Portugal                      | 19 de febrero de 1994     |
| 3.000 m.                  | 12:08.30                  | Vila Real de Santo António, Portugal | 3 de junio de 2001        |
| 5.000 m.                  | 20:40.24                  | Rio Maior, Portugal                  | 9 de mayo de 2001         |
| 10.000 m.                 | 44:07.80                  | Seia, Portugal                       | 2 de agosto de 2003       |
| 10 km.                    | 42:39                     | Lanciano, Italia                     | 11 de marzo de 2001       |
| 20.000 m.                 | 1h:29:36.4                | Lisboa, Portugal                     | 21 de julio de 2001       |
| 20 km.                    | 1:27:55                   | Rio Maior, Portugal                  | 7 de abril de 2001        |
| Media maratón             | 1:28:50                   | Lisboa, Portugal                     | 24 de septiembre de 2006  |
| PC - Pista Cubierta       |                           |                                      |                           |